# Coronini
Coronini, detto anche Pescari (in tedesco Coronini, in ungherese Koronini) è un comune della Romania di 1922 abitanti, ubicato nel distretto di Caraș-Severin, nella regione storica del Banato.
Il comune è formato dall'unione di 2 villaggi: Coronini e Sfânta Elena.